# Macrocentrus longistigmus
Macrocentrus longistigmus är en stekelart som beskrevs av He 1997. Macrocentrus longistigmus ingår i släktet Macrocentrus och familjen bracksteklar. Inga underarter finns listade i Catalogue of Life.